# Kraljevi grad Laeken
Grad Laeken (nizozemsko Kasteel van Laken, francosko Château de Laeken, pravzaprav palača, ne grad) je uradna rezidenca belgijskega kralja in kraljeve družine. Leži v regiji Bruselj, 5 km severno od središča mesta v občini Laeken. Stoji v velikem parku, ki se imenuje Kraljeva posest Laeken in ni dostopna javnosti. Prvotno se je imenoval za grad Schonenberg in ga pogosto imenujemo kar Kraljevi grad.
Grad Laeken se ne sme zamenjati z Kraljevo palačo v Bruslju, ki je uradna palača (ne prebivališče) belgijskega kralja in iz katere upravlja državne zadeve.

## Zgodovina
Grad je bil zgrajen v Laekenu med letoma 1782 in 1784 po načrtih francoskega arhitekta Charlesa de Waillyja pod nadzorom Louisa Montoyerja kot poletna rezidence za guvernerje Habsburške Nizozemske, nadvojvodinje Marije Kristine Avstrijske in njenega moža Albert Saxe-Teschen. Jean-Joseph Chapuis je oblikoval kraljevo pohištvo.
21. julija 1803 je Nicolas-Jean Rouppe kot komisar departmaja Dylea sprejel Napoleona na gradu Laeken. Napoleon je v Laeknu bival s cesarico Josephino v avgustu 1804, ko je na poti iz podelitve prve Légion d'honneur za svoje vojake v invaziji pri Boulogne do njegovega napredka vzdolž Rena, kasneje pa v času Sto dni leta 1815 razglasil iz palače:
| “ | Belgijcem in prebivalcem na levem bregu Rena. Kratkotrajen uspeh mojih sovražnikov vas je za trenutek odtrgal od mojega imperija. V mojem izgnanstvu, na skali v morju, sem slišal vašo pritožbo; Bog bitk je odločil o usodi vaših lepih pokrajin; Napoleon je med vami; vredni ste biti Francozi. Vstanite kot eden in pridružite se mojim nepremagljivim falangam, da iztrebim preostanek teh barbarov, ki so vaši sovražniki in moji: bežijo z besom in obupom v svojih srcih." | ” |
|   | |   |

Po belgijski osamosvojitvi je Rouppe kot župan Bruslja 21. julija 1831 sprejel novega kralja Leopolda I. na gradu Laeken; dan Leopoldovega kronanja. Palača je bila delno uničena v požaru leta 1890 in jo je ponovno zgradil Alphonse Balat. Francoski arhitekt Charles Girault ji je dal svoj sedanji izgled leta 1902. Od leta 1831 in vstopa Leopolda I. na prestol, je bila kraljevo prebivališče. Na posestvu so tudi veličastni kraljevi rastlinjaki, niz monumentalnih kupolastih konstrukcij, dostopnih vsako leto nekaj dni za javnost. Oblikovali so jih tudi Alphonse Balat, ob sodelovanju mladega Victor Horta.
Ko sta leta 1993 zasedla prestol, sta kralj Albert II. in kraljica Paola želela ostati v Belvédèreju, dvorcu na zemljišču parka v okolici gradu. Sedanji prebivalci gradu so kralj Filip, kraljica Matilda in njuni štirje otroci.

## Kraljevi vrtovi v Laekenu
Kraljevo posestvo je obdano z ogromnim Parkom, ki je zaščiten s kamnitim zidom dolgim več kilometrov. Vrtovi so zasnovani v angleškem slogu, obsegajo jezera, igrišče za golf in umetniška dela. Leopold II. Belgijski je zelo tesno povezan z zasnovami svojih zasebnih vrtov. V vrtovih je njegov edini sin, princ Leopold, brabantski vojvoda, padel v ribnik in pozneje umrl zaradi pljučnice. Kralj je drevesa posadil za svoje novorojenčke, ki še vedno stojijo v parku.
Obstajajo različni paviljoni, vključno s kitajskim paviljonom in japonskim stolpom. Naročil jih je kralj Leopold II. in so zdaj del muzejev Daljnega vzhoda. Sobe kitajskega paviljona so zasnovane v slogu chinoiserie Ludvika XIV. in Ludvika XVI.. Okrašene so s kitajskimi motivi, porcelanom in srebrnino. Japonski stolp je pagoda.
Danes uporabljajo vrt samo kralj in njegovi otroci, na splošno pa so zaprti za javnost. Rastlinjaki in vrtovi so znani po svojih edinstvenih sortah dreves.
V vrtovih živi nekaj kolonij divjih kanadskih gosi, stotine kormoranov in drugih velikih ptic. V vrtu je ena največjih kolonij čapelj v državi. 

## Drugo
Mobutu Sese Seko, diktator Zaira (današnja Demokratična republika Kongo), je zgradil palačo v njegovem rodnem mestu Gbadolitu, ki je nastala po vzoru gradu Laeken. 

## Galerija
- Glavna fasada
- Kraljeva kočija